# Ulica Mińska w Warszawie
Ulica Mińska – ulica na osiedlu Kamionek w dzielnicy Praga-Południe w Warszawie.

## Historia
W XIX w. była to droga rozdzielająca pola Skaryszewa. Wzdłuż ulicy stały wówczas domy z ogrodami. W latach 1891–1892 pod nr. 15 wzniesiono kamienicę Tymoteusza i Julii Borensztedtów. Była to pierwsza wielokondygnacyjna kamienica czynszowa przy tej ulicy.
W 1899 pod nr. 25 powstała fabryka Towarzystwa Akcyjnego Lnianej i Jutowej Manufaktury. W 1914 zatrudniała ok. 600 pracowników. Po 1918 na jej miejscu powstały Zakłady Amunicyjne „Pocisk”.
Na początku lat 50. XX wieku teren zniszczonych zakładów „Pocisk” przejęła Warszawska Fabryka Motocykli. Były w niej produkowane motocykle WFM oraz skuter Osa. W 1965 roku produkcję przeniesiono do Szczecina, a budynki WFM zostały przejęte przez Państwowe Zakłady Optyczne. 
W 1950 pod nr. 65 uruchomiono Drukarnię im. Rewolucji Październikowej, jeden z największych zakładów poligraficznych w Polsce. Po 1989 nazwę zmieniono na Drukarnię Naukowo-Techniczną. 
Pod nr. 69 działały zakłady naprawcze obrabiarek Ponar-Remo. Zostały zlikwidowane w latach 90. XX wieku.
W 1990 przy wjeździe bramnym na posesję nr 25 odsłonięto głaz upamiętniający Józefa Piłsudskiego, który m.in. po powrocie do Polski w listopadzie 1918 odwiedził mieszkającą w znajdującym się tam budynku (już nieistniejącym) Aleksandrę Szczerbińską i ich córkę Wandę.
Od 2010 na terenie dawnej Warszawskiej Fabryki Motocykli o powierzchni ponad 7 ha zaczęto realizować projekt nowego kompleksu Soho Factory. W 2012 w jednym ze znajdujących się tam pofabrycznych budynków otwarto Muzeum Neonów.